# Milliarium

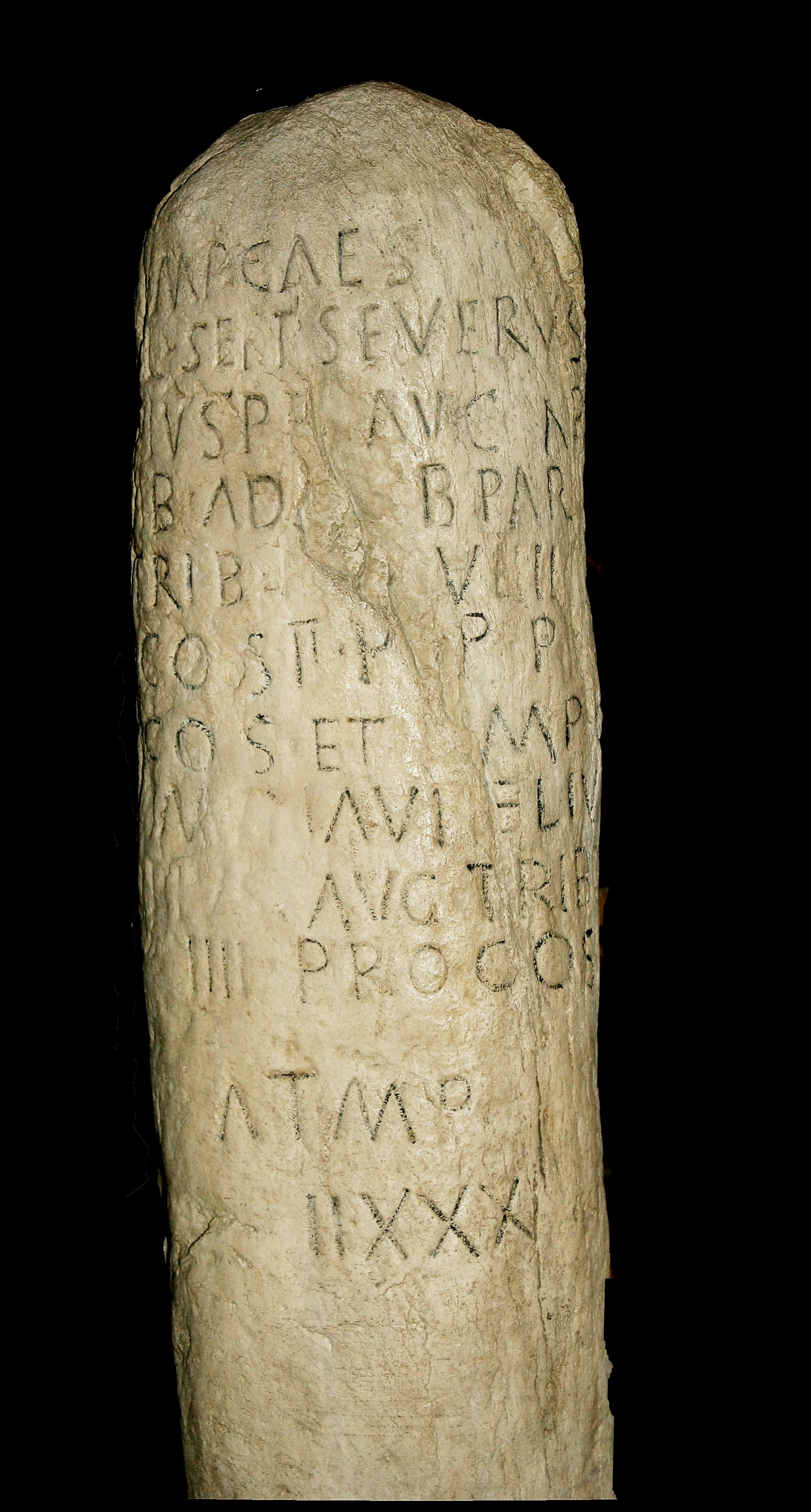
Een mijlpaal uit 201, gevonden in Oostenrijk.

Een milliarium (meervoud: milliaria) is een Romeinse mijlpaal.

## Mijlpaal
De Romeinen waren niet alleen fanatieke wegenbouwers, ze markeerden de belangrijkste heirbanen met palen die consequent duizend passen ofwel mille passuum van elkaar verwijderd waren. Het woord voor de paal zelf kon worden gebruikt als homoniem voor de abstracte lengtemaat.
Ongetwijfeld waren er goedkope palen van hout, maar daar is niets over opgeschreven en niets over bekend. Alle milliaria die bewaard zijn gebleven, of teruggevonden door archeologen, zijn van steen, marmer als het wat mocht kosten, anders graniet, of wat er plaatselijk maar voorhanden was. De oudste hadden de vorm van een ronde pilaar of vierkante obelisk, later verschenen ook meer kubusachtige vormen in Romeins beton. Deze stenen mijlpalen werden geplaatst om de keizer te eren onder wiens gezag de weg was aangelegd of opgeknapt en waren in zekere zin een vorm van propaganda.
De inscriptie bevatte gewoonlijk een of meerdere van de volgende punten:
- de afstand, uitgedrukt als een getal, soms met het prefix M.P. (mille passuum).
- de plaatsen waartussen de weg was aangelegd;
- de naam van wie de weg had aangelegd (en onderhield), en de keizer in wiens naam het werk was verricht.

In Keltische gebieden werd de afstand vaak niet in mijlen aangegeven, maar in leuga. Deze eenheid komt overeen met 1,5 Romeinse mijl.
De bekendste mijlpaal uit de oudheid stond in Rome, de Milliarium Aureum (Gouden Mijlpaal).

## In Nederland gevonden mijlpalen
In Nederland zijn tot op heden dertien Romeinse mijlpalen bekend:
- De Mijlpaal van Monster, een mijlpaal die in 1490 werd gevonden bij Naaldwijk (ambt Monster). De paal stamt uit de tijd van keizer Marcus Aurelius (162 n.Chr) en is nu tentoongesteld in het Rijksmuseum van Oudheden.
- De Mijlpaal van Beek-Ubbergen geplaatst tijdens de regering van keizer Trajanus (98-117), is in 1629 gevonden in Beek (gemeente Berg en Dal), en staat nu tentoongesteld in het Museum Valkhof in Nijmegen.
- De Mijlpalen van Rijswijk, in 1963 werd in Rijswijk een paal uit de tijd van Decius (250-251) gevonden. In 2005 volgde een fragment van een tweede uit de tijd van Caracalla (211-217). De paal van Decius is eveneens in het Rijksmuseum van Oudheden geplaatst. Het fragment van de mijlpaal van Caracalla staat tentoongesteld in het Archeologiehuis Zuid-Holland in Archeon.
- De Mijlpalen van het Wateringse Veld. Vier mijlpalen, gevonden in 1997 in het Wateringse Veld in Den Haag. Deze worden tegenwoordig in het Museon tentoongesteld:
  - een mijlpaal uit de tijd van keizer Antoninus Pius (151 n.Chr.);
  - idem, onder Caracalla (211-217);
  - idem, onder Decius (250-251);
  - idem, onder Gordianus III (238-244).
- In Rimburg is langs de kant van de Broekhuizenstraat tussen huisnrs 53 en 55 de sokkel van een mijlpaal van de Heirbaan Boulogne-Keulen zichtbaar.
- De Mijlpalen van Eygelshoven. In Eygelshoven zijn twee fragmenten van mijlpalen gevonden uit de tijd van Constantijn de Grote (306-312). Ze waren ingemetseld als bouwsteen in de zuidmuur van de oude Johannes de Doperkerk en tijdens een restauratie in 1939 verwijderd. De fragmenten, die eigendom zijn van de gemeente Kerkrade, zijn nu in bruikleen afgestaan aan het Thermenmuseum in Heerlen.
- De Mijlpaal van Hazerswoude-Rijndijk. Een fragment van een mijlpaal werd in 2023 gevonden in Hazerswoude-Rijndijk aan de Limesweg.[1]

Waarschijnlijk zijn veel meer Romeinse mijlpalen in het verleden hergebruikt als bouwmateriaal ("spolia"), zo beschreef Caspar Reuvens een fragment dat ingemetseld zat in een muur van de Sint-Nicolaaskapel in de Valkhof in Nijmegen. De in 1490 gevonden mijlpaal van Monster ontsnapte aan dit lot doordat mr. Hypolitus Persijn rond 1545 het exemplaar met monniken van klooster Sion (Rijswijk) ruilde tegen een beter exemplaar in marmer. Een derde mijlpaal in Nijmegen gevonden in 1751, die in de stadskroniek werd beschreven in 1784, is spoorloos.

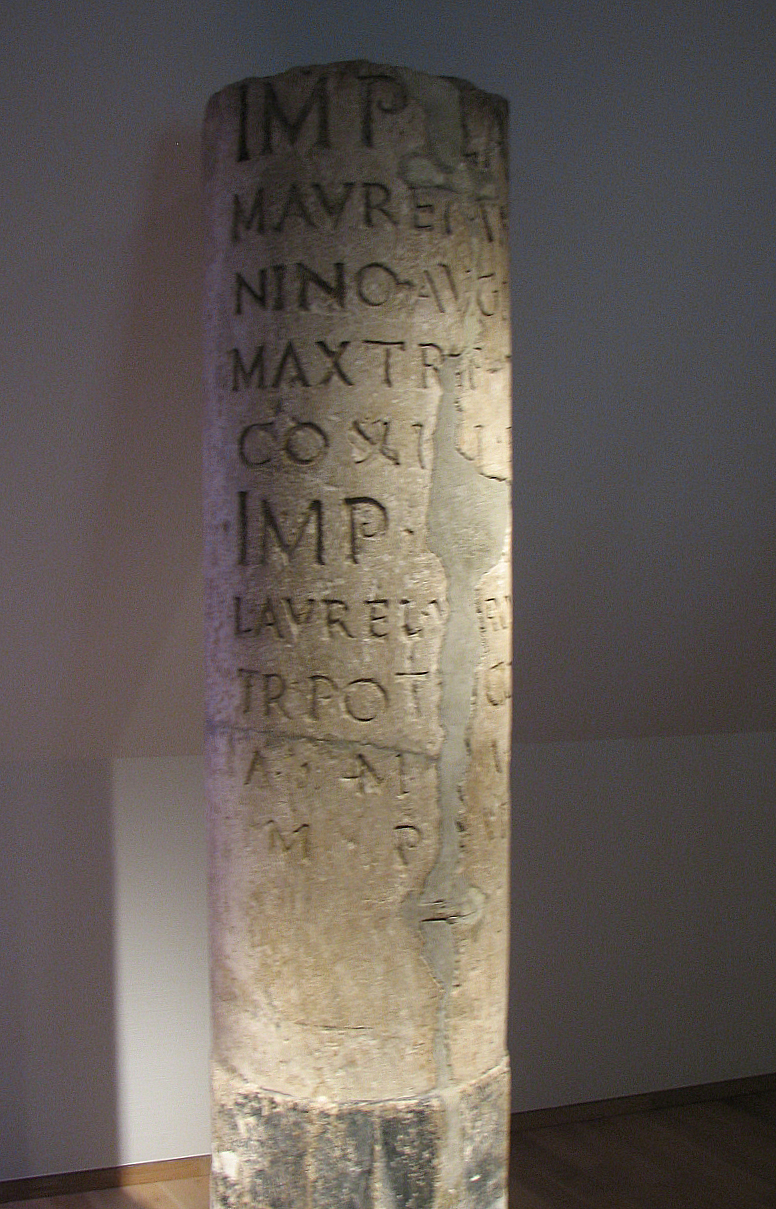
Naaldwijk, 1490
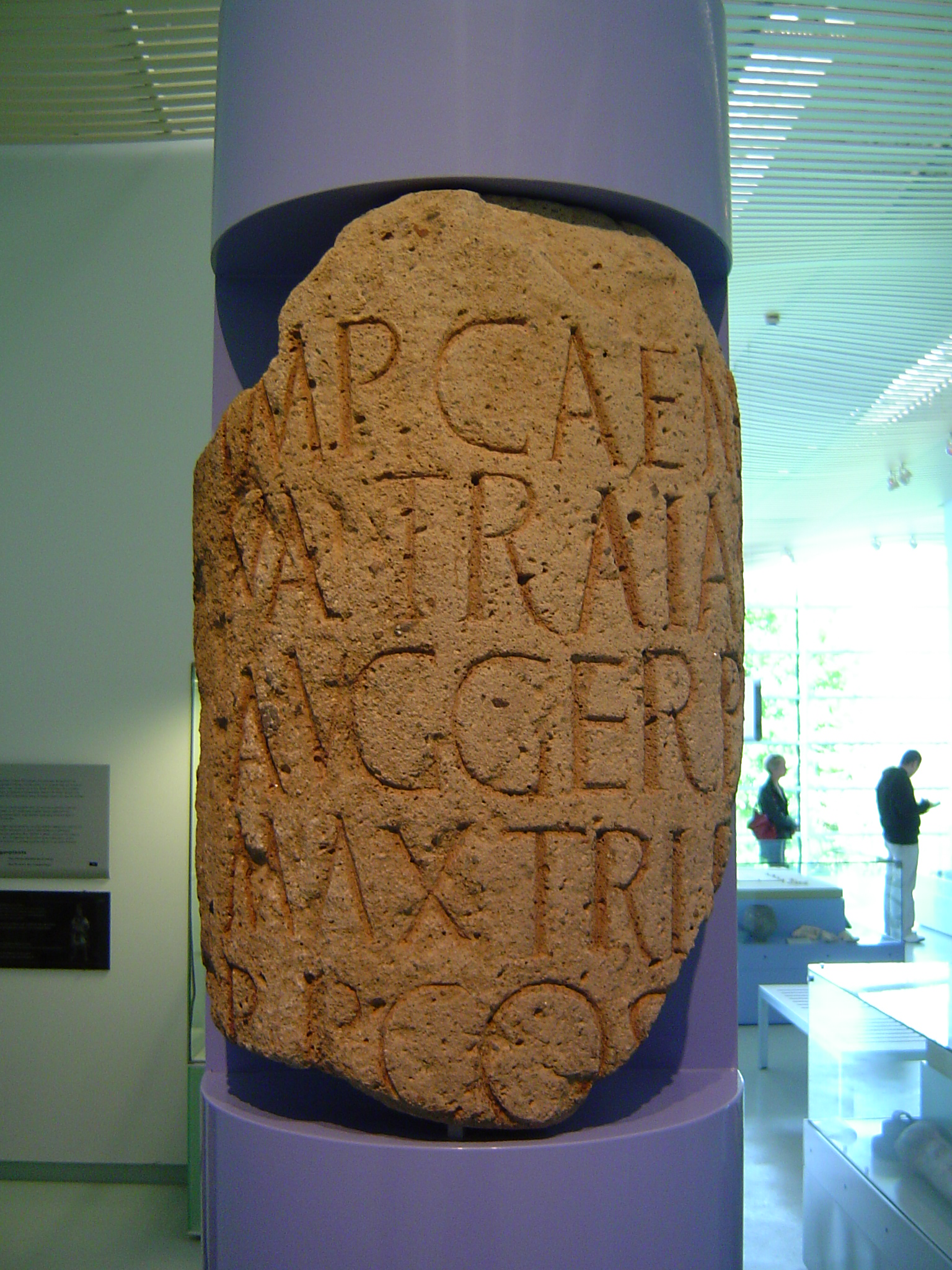
Beek-Ubbergen, 1629
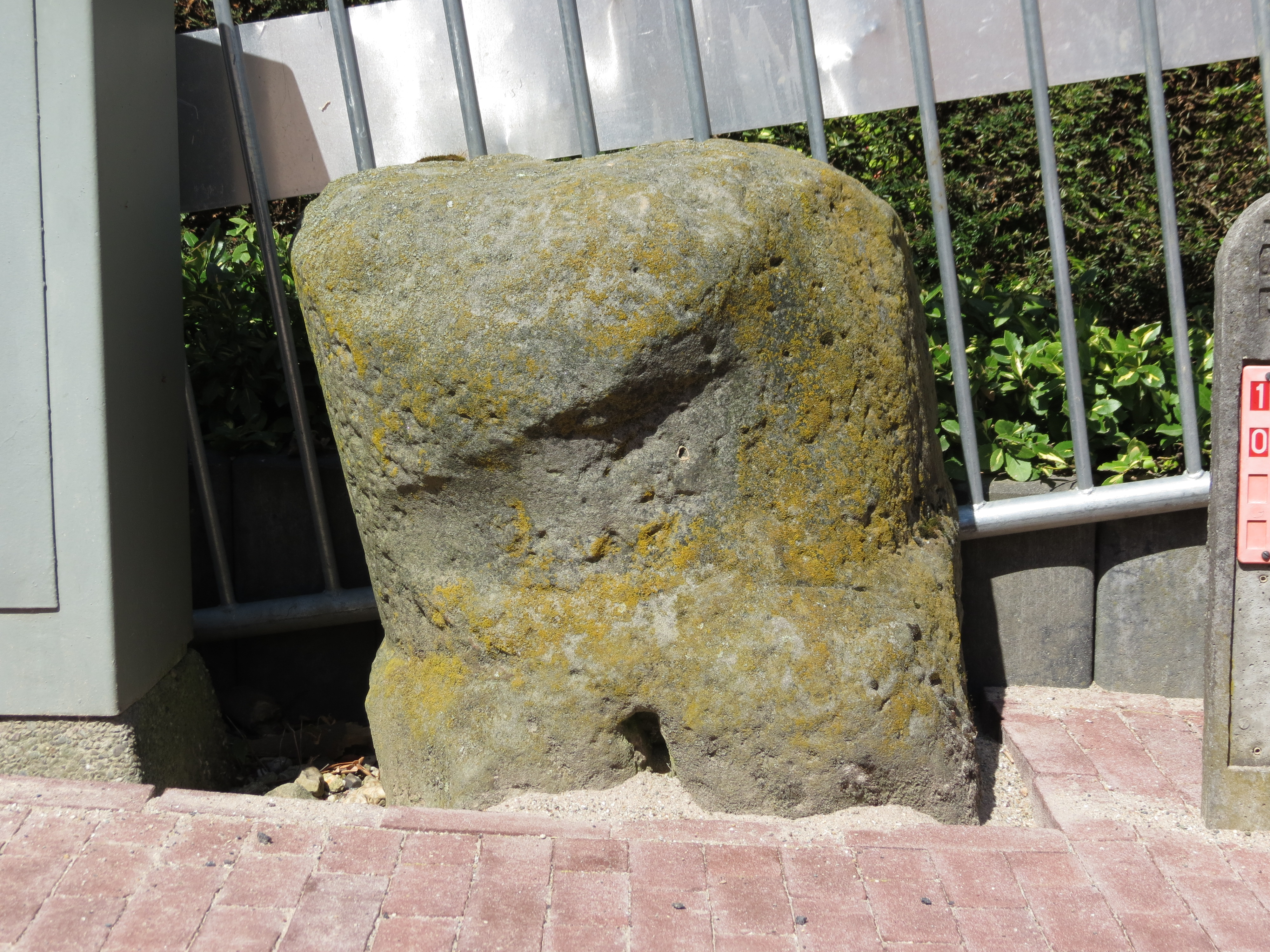
Rimburg, 1810
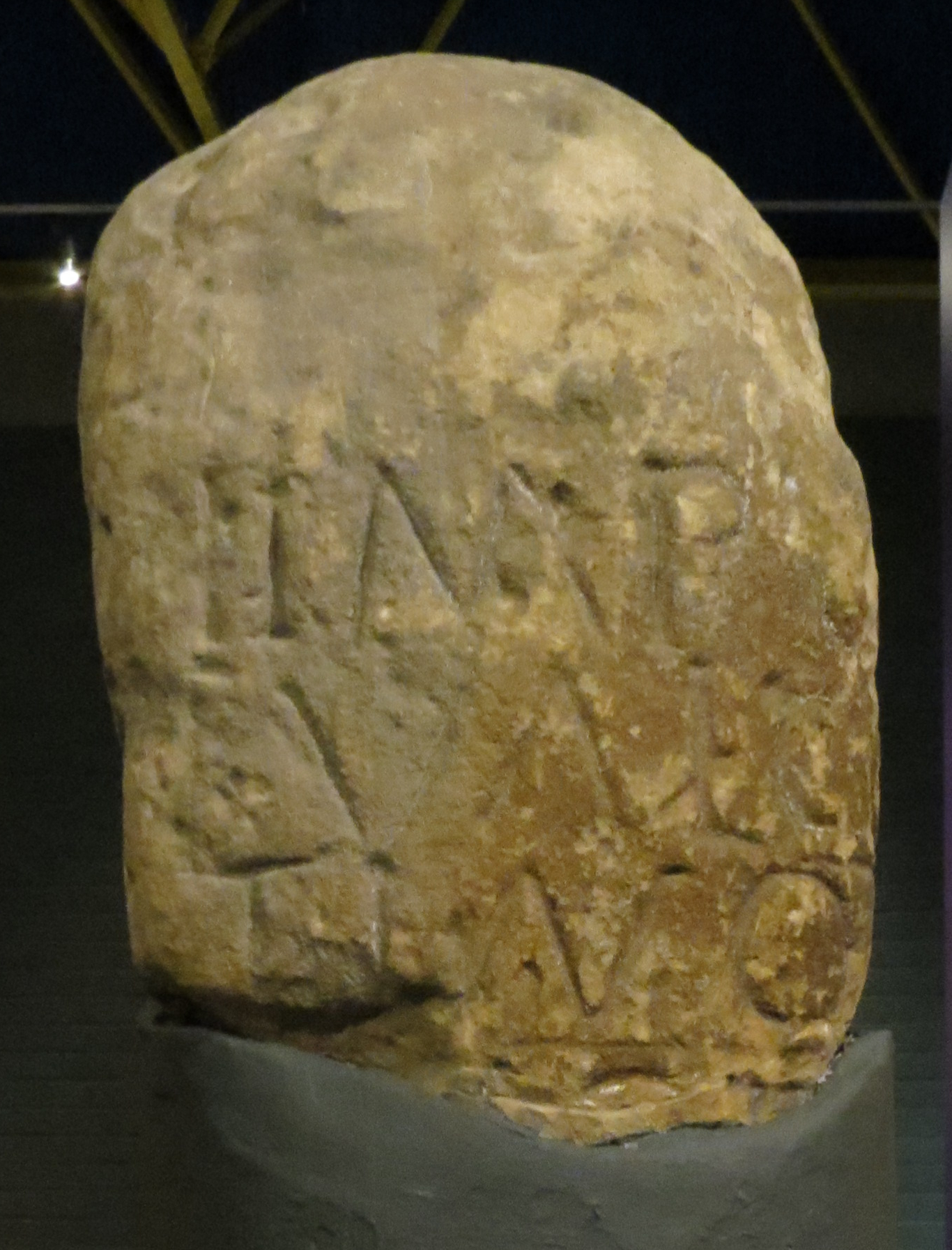
Eygelshoven, 1939
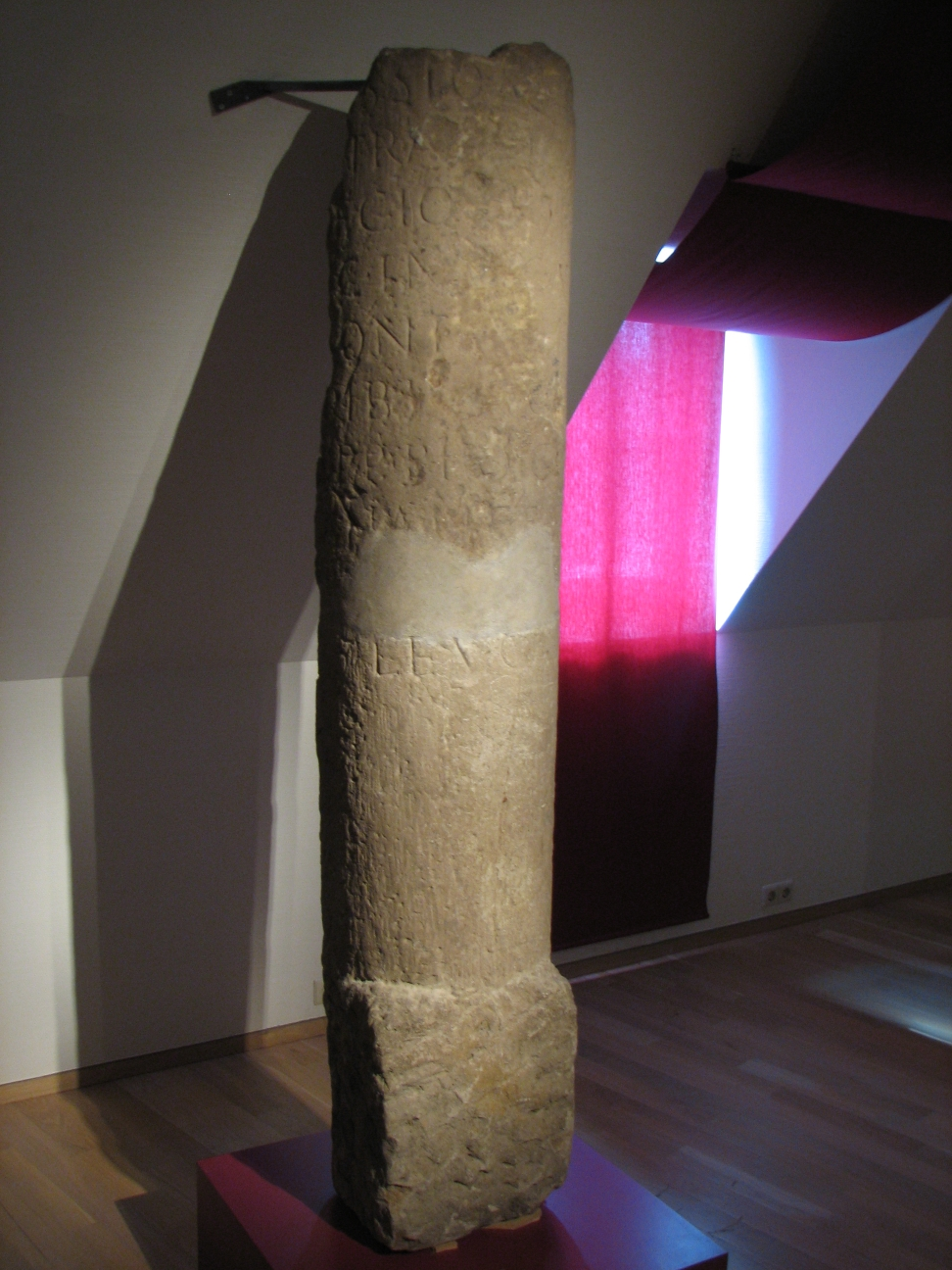
Rijswijk, 1963
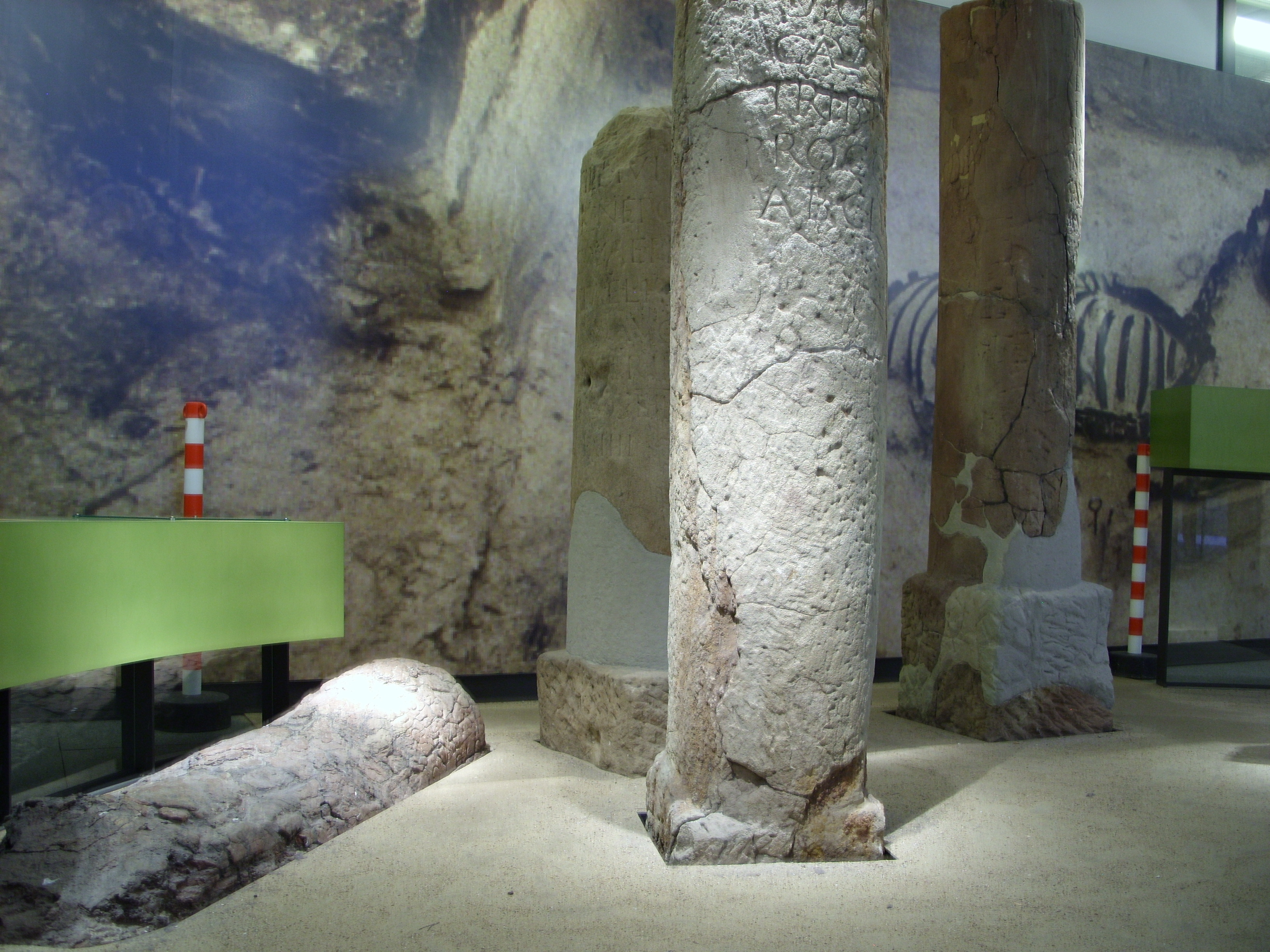
Wateringse Veld, 1997
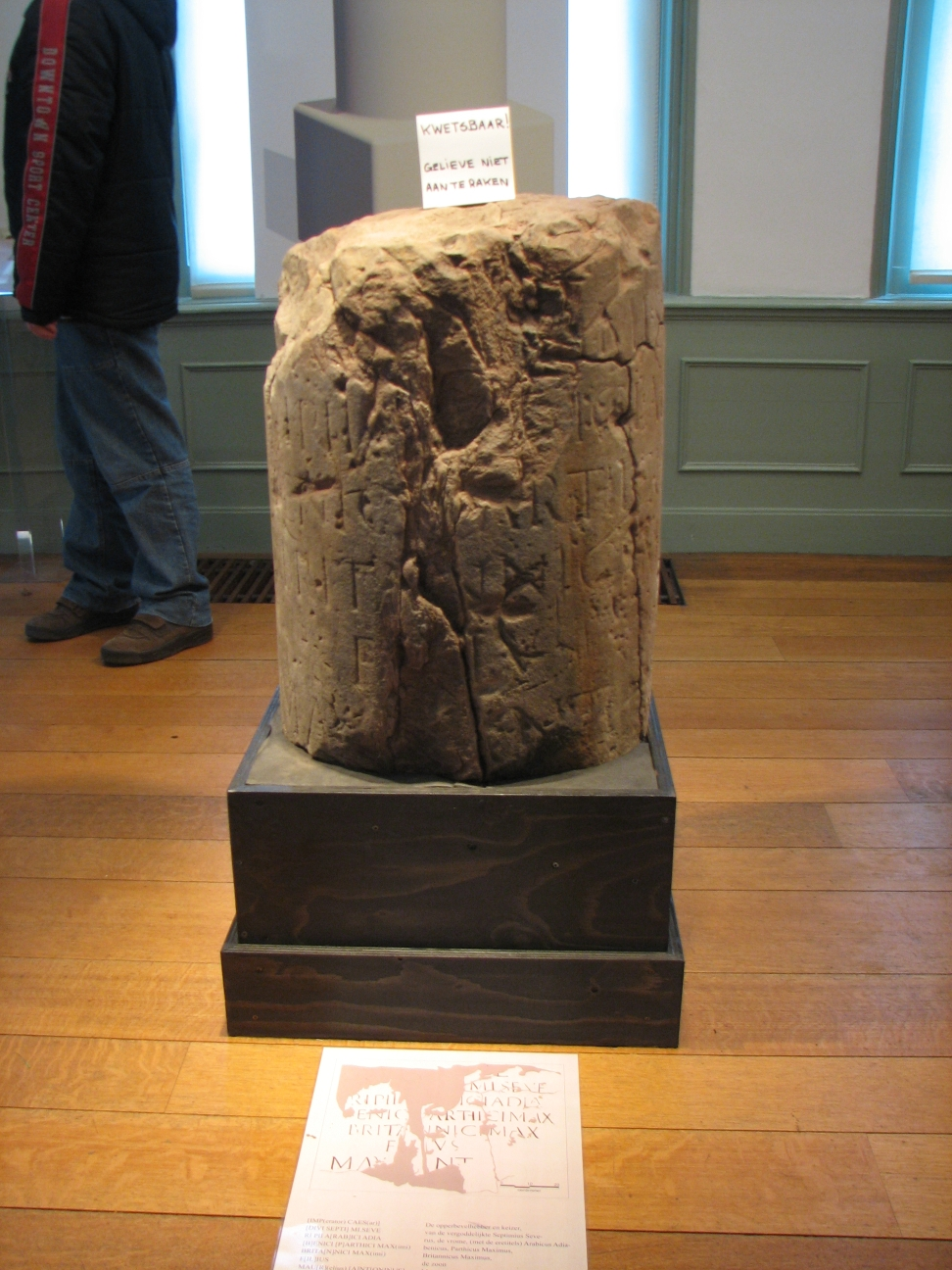
Rijswijk, 2005

## In België gevonden mijlpalen
Belgische mijlpalen zijn ontdekt in Buzenol, Péronnes en Tongeren.
- Het exemplaar van Buzenol werd gevonden in 1913, enkele kilometer ten zuiden van de weg Reims-Trier waarop het betrekking heeft. Buzenol lag in de civitas Treverorum. Het 85 cm lange stuk steen dat bewaard is, bevat slechts een fragmentarische tekst, die dankzij de tribunicia potestas een datering toelaat tussen 25 januari 44 en 24 januari 45. Keizer Claudius (41-54) is vermeld als opdrachtgever voor de aanleg.

- Een kleine eeuw jonger is het miliarium van Péronnes, gevonden in 1979 op de grens van Binche en Morlanwelz. Dit gebied in de civitas Nerviorum lag op de noordelijke rand van de Chaussée Brunehaut, die van Bavay over Tongeren naar Keulen liep. De 210 cm hoge mijlpaal is volgens de inscripties gewijd aan keizer Antoninus Pius (138-161). Een ruwe datering omstreeks 139 is mogelijk op grond van de titel pater patriae.

- Bijzonder is het Itinerarium van Tongeren, dat door de uitgebreide informatie meer is dan een gewone mijlpaal.

## Voetnoten
1. ↑  Omgevingsdienst Midden-Holland 14 april 2023
2. ↑  Nouwen, Robert, Over de wegen van de keizer. Mijlpalen en de imperiale communicatiepolitiek in de Gallische en Germaanse provincies. Vlaanderen 160-161 (2004). Gearchiveerd op 12 december 2024.

Mijlpaal van Beek-Ubbergen · Mijlpalen van Eygelshoven · Mijlpaal van Monster · Mijlpalen van Rijswijk · Mijlpaal van Rimburg · Mijlpalen van het Wateringse Veld